# Mirosław Łucki
Mirosław Łucki (ur. w 1975, zm. 24 sierpnia 2013 w Ghazni w Afganistanie) – polski wojskowy, żołnierz Wojsk Specjalnych, chorąży Wojska Polskiego, poległ podczas wykonywania zadania bojowego w czasie XIII zmiany Polskich Sił Zadaniowych ISAF w Afganistanie, pośmiertnie awansowany na stopień starszego chorążego sztabowego.

## Życiorys
Mirosław Łucki urodził się w 1975 r.. Chodzież to jego rodzinna miejscowość.

### Przebieg służby wojskowej
W 1997 r. rozpoczął służbę wojskową jako żołnierz zasadniczej służby wojskowej w 1 pułku specjalnym komandosów w Lublińcu. W 2000 r. został powołany do zawodowej służby wojskowej w korpusie podoficerów na stanowisku zwiadowcy – minera, a następnie operatora w 1 psk. W 2005 otrzymał przydział służbowy do Jednostki Wojskowej GROM, gdzie pełnił służbę do 2009 r., po czym powrócił do macierzystej jednostki w Lublińcu na stanowisko operatora Zespołu Bojowego „C”, następnie został zastępcą dowódcy sekcji. Mirosław Łucki był doświadczonym żołnierzem. Wielokrotnie brał udział w misjach poza granicami kraju. Służył m.in. w Polskim Kontyngencie Wojskowym w Iraku, a w  Afganistanie był po raz trzeci, w tym z ostatnią tragiczną XIII zmianą. W roku 2013 był w pododdziale sił specjalnych tzw. Task Force 50 (TF-50), który podczas XIII zmiany (miała status szkoleniowo-stabilizacyjny) tworzyli komandosi jednostki z Lublińca (TF-50) oraz komandosi GROM (TF-49) z dowódcą gen. bryg. Markiem Sokołowskim.

### Śmierć komandosa
W nocy z 23 na 24 sierpnia w prowincji Ghazni w Afganistanie polscy komandosi wspierali kolejną operację afgańskiego oddziału antyterrorystycznego (Provincial Response Company – PRC), mającą na celu zlikwidowanie składu materiałów wybuchowych wykorzystywanych przez rebeliantów do ataków na wojska koalicyjne i afgańskie siły bezpieczeństwa. Kwadrans po północy na teren compoundu (afgańskie zabudowania) weszły dwie sekcje. Komandosi sprawdzali każde pomieszczenie, nigdzie nikogo nie było, ale w jednym z narożników żołnierze znaleźli skład materiałów wybuchowych. 

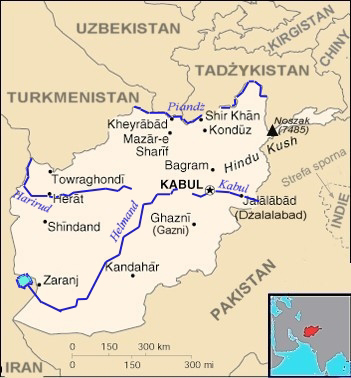
Był trzy razy w PKW Aganistan (Ghazni)

W czasie wykonywania tego zadania nagle eksplodowały miny pułapki. „Miron” znalazł się w epicentrum wybuchu, rannych zostało kilku afgańskich policjantów oraz trzech polskich komandosów, którym  na miejscu zdarzenia udzielono natychmiastowej pomocy medycznej. Wezwano śmigłowce ewakuacji medycznej (MEDEVAC), które przetransportowały rannych do polskiego szpitala w bazie Ghazni, nie udało się uratować życia chor. Mirosławowi Łuckiemu. Dla JWK to była najtragiczniejsza misja. Dziennikarz i publicysta militarny Jarosław Rybak w swojej książce pt.: “Ból. Mocna opowieść o rannych i medykach na wojnie”, pisał:

Śmigłowce przetransportowały specjalsów w pobliże celu, 60 km od Ghazni. Tam, w dystrykcie Giro, na terenie sporego ogrodzonego gospodarstwa, znajdował się magazyn. Wokół nie było śladów życia. Nasi, z grupą policjantów, weszli do środka. Szybko zauważyli, że informatorzy wskazali dobre miejsce. W środku były pociski do granatników przeciwpancernych i worki z saletrą wykorzystywaną do produkcji ajdików. Dowódca zameldował do TOC-u, że w środku jest pusto. Skończył i walnęło. Później nasi oszacowali, że jednocześnie odpalono kilkanaście ładunków ukrytych w różnych miejscach. Budynki wyleciały w powietrze. Nasze służby zostały wciągnięte w grę bardzo wyrafinowanych rebeliantów, którzy zasadzkę przygotowywali od trzech do dziewięciu miesięcy, dlatego nie mieliśmy szans jej zauważyć w czasie rozpoznania.

### Pochówek, upamiętnienie
27 sierpnia 2013 trumna z ciałem poległego chor. Mirosława Łuckiego została z honorami pożegnana przez żołnierzy z Polskiego Kontyngentu Wojskowego w Afganistanie. W uroczystości powitalnej uczestniczyli m.in.: dowódca Wojsk Specjalnych gen. bryg. Piotr Patalong, szef Sztabu Generalnego WP gen. broni Mieczysław Gocuł, dyrektor Departamentu Zwierzchnictwa nad Siłami Zbrojnymi w Biurze Bezpieczeństwa Narodowego Lech Konopka, zastępca dowódcy operacyjnego SZ gen. dyw. Jerzy Michałowski, biskup polowy Wojska Polskiego Józef Guzdek oraz przedstawiciele Jednostki Wojskowej GROM. 30 sierpnia 2013 r. w Lublińcu odbył się pogrzeb, w którym uczestniczyli m.in.: minister obrony narodowej Tomasz Siemoniak, ambasador Stanów Zjednoczonych w Polsce Stephen Mull, zastępca szefa Sztabu Generalnego WP gen. dyw. Anatol Wojtan, dowódca Wojsk Specjalnych gen. bryg. Piotr Patalong, koledzy i dowódcy z Jednostki Wojskowej Komandosów, przedstawiciele jednostek specjalnych i kombatanci Armii Krajowej, a także władze samorządowe i mieszkańcy Lublińca. Uroczystości pogrzebowe odbyły się na cmentarzu komunalnym w Lublińcu. Miał 37 lat. Mirosław Łucki zostawił żonę Beatę i kilkuletniego syna Konrada. 
Kilka lat temu w bastionie św. Rocha na Jasnej Górze w Częstochowie m.in. z inicjatywy żołnierzy otworzono wystawę poświęconą pamięci „Mirona”. W 2022 r. odbyła się pierwsza edycja „Memoriału Mirona” (ekstremalny 240-kilometrowy marsz), który zorganizował „Mixu” (były operator i szef selekcji JWK) oraz Jednostka Wojskowa Komandosów i Fundacja „Wspieram cicho i skutecznie”. 23 sierpnia 2020 r. w Chodzieży na murze otaczającym kościół pw. św. Floriana została odsłonięta pamiątkowa tablica upamiętniająca go. W 2023 r. decyzją ministra obrony narodowej Mariusza Błaszczaka na wniosek żołnierzy nadano imieniem st. chor. sztab. Mirosława Łuckiego ps. „Miron” Zespołowi Bojowemu C Jednostki Wojskowej Komandosów. 18 maja 2024 r. w Krakowie-Balicach otwarta nowa baza dla amerykańskich sił specjalnych w Polsce otrzymała nazwę „Camp Miron”, znajduje się w obiekcie 8 Bazy Lotnictwa Transportowego.

## Awanse
- chorąży – ?

(...)
- starszy chorąży sztabowy – 2013 (pośmiertnie)[5]

## Ordery, odznaczenia i wyróżnienia
- Krzyż Kawalerski Orderu Krzyża Wojskowego – 2013 (pośmiertnie)[13][5]
- Krzyż Zasługi za Dzielność[4]
- wyróżniony wpisem do Księgi Honorowej Wojska Polskiego[4]
- Odznaka Skoczka Spadochronowego Wojsk Powietrznodesantowych

i inne